# NGC 3152
NGC 3152 (również PGC 29805) – galaktyka soczewkowata (SB0), znajdująca się w gwiazdozbiorze Małego Lwa. Odkrył ją 27 marca 1854 roku R.J. Mitchell – asystent Williama Parsonsa.